# Nuits de princes (film, 1930)
Pour les articles homonymes, voir Nuits de princes.
Pour plus de détails, voir Fiche technique et Distribution.
Nuits de princes (Nuits de tziganes) est un film muet français réalisé par Marcel L'Herbier, sorti en 1930.
C'est le dernier film muet de Marcel L'Herbier, basé sur un roman de Joseph Kessel. Le film a été sonorisé lors de la diffusion en salle, avec des disques synchronisés avec les images.

## Synopsis
Des Russes blancs réfugiés à Paris essayent de s'adapter à leur nouvelle existence. Vassia est amoureux d'Hélène Vronsky, mais elle lui préfère le prince Fedor.

## Fiche technique
- Titre alternatif : Nuits de tziganes
- Réalisation : Marcel L'Herbier, assisté de Jean Dréville
- Scénario : Marcel L'Herbier d'après un roman de Joseph Kessel
- Photographie : Léonce-Henri Burel, Nikolai Toporkoff
- Décors : Pierre Schild, Serge Pimenoff
- Société de production :  Sequana Films
- Lieu de tournage :  Studios de Billancourt
- Pays : France
- Format : Noir et blanc - Muet sonorisé  - 1,33:1
- Date de sortie :  
  - France : 4 mars 1930

## Distribution
- Gina Manès : Helene Vronsky
- Jaque-Catelain : Vassia
- Harry Nestor : Prince Fedor
- Alice Tissot
- Dimitri Dimitriev : Anton Irtych
- Alexandre Mihalesco
- Vala Ostermann : Nathalia Vronsky
- Jean Toulout : Admiral Alexeieff
- Nathalie Lissenko
- Kinny Dorlay
- Alex Bernard : Dr. Alexei Barkoff
- André de Schack : Prince Michel Rizine

## Autour du film
Joseph Kessel n'a pas apprécié l'adaptation faite de son roman par L'Herbier, ce qui l'a obligé un temps de changer le titre en Nuits de tziganes.